# Montefalco rosso riserva
Il Montefalco rosso riserva è un vino DOC la cui produzione è consentita nell'intero territorio comunale di Montefalco, e in parte dei comuni di Bevagna, Giano dell'Umbria, Gualdo Cattaneo e Castel Ritaldi, nella provincia di Perugia.
Gli uvaggi da cui è composto sono: Sangiovese (dal 60 al 70%), Sagrantino (dal 10 al 15%), altre uve indigene fino a un massimo del 30% (tipicamente Merlot, o altri vitigni a bacca rossa autorizzati per la provincia di Perugia).
Il Montefalco rosso riserva deve essere invecchiato per un totale di almeno 30 mesi, di cui almeno 12 rigorosamente in botti di legno, di dimensione non specifica. Un invecchiamento minore origina il Montefalco rosso.

## Caratteristiche organolettiche
- colore: rosso rubino.
- odore: vinoso, caratteristico, delicato.
- sapore: armonico, asciutto, di giusto corpo.